# Communitas Siciliae

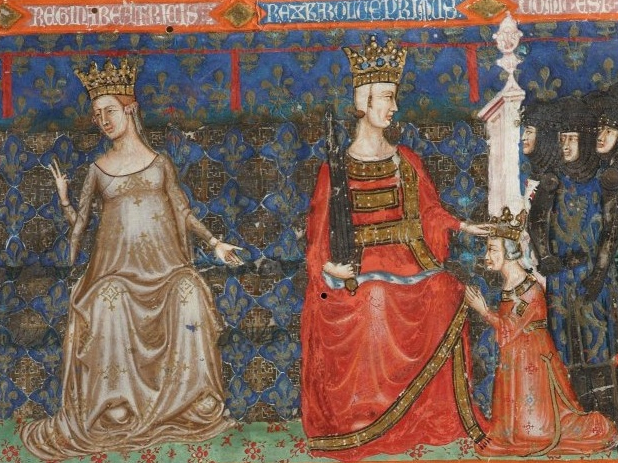
Carlo I d'Angiò e Beatrice di Provenza

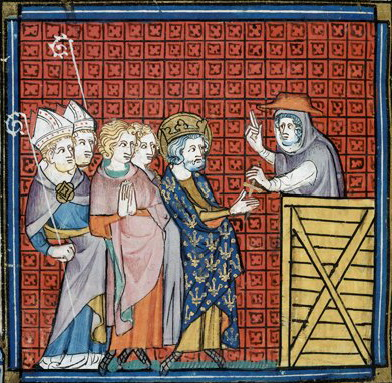
Il cardinale Simon de Brion, futuro Papa Martino IV, incontra Luigi IX, re di Francia e fratello di Carlo I d'Angiò

La Communitas Siciliae more civitatum Lombardiae et Tusciae (trad. "Comunità siciliana, alla maniera delle città di Lombardia e Tuscia"), chiamata anche Communitas Sicilie, fu un  effimero esperimento politico basso medievale, che nel 1282, nella temperie dei Vespri,  interessò la parte insulare del Regno di Sicilia e vide quali protagoniste le città (definite, secondo l'ordinamento del regno, universitates demaniali) siciliane.
Ebbe una durata di poco più di cinque mesi: iniziò nella notte dopo il Vespro (quest'ultimo collocato, a seconda delle fonti, tra il 30 e il 31 marzo 1282) e si chiuse con l'ingresso a Palermo di Pietro III di Aragona, il 4 settembre dello stesso anno.
Pur breve ed effimera, l'esperienza politica della Communitas ebbe una «vita [...] complessa e singolare, la cui importanza trascende i confini della storia siciliana del Duecento».

## Storia
Ebbe luogo nel 1282, nel frangente storico dei Vespri siciliani, la violenta e sanguinosa rivolta anti-angioina scoppiata a Palermo, e deflagrata sull'isola il 31 marzo di quello stesso anno. I suoi promotori si proponevano di dotare la Sicilia di uno status federativo comunale: così fondata e strutturata, la Communitas sarebbe stata sottoposta alla protezione della Sacrosancta Romana Ecclesia (Nomen Romanae Matris Ecclesie invocantes, statum communem firmant), a riconoscimento della formale dipendenza feudale del regno dal papato, una condizione risalente ai re normanni, peraltro affievolita, di fatto, dalla condotta politica di Federico II di Svevia negli ultimi due decenni (1230-1250) del suo regno.
Ma il connubio politico costituito tra il papa francese Martino IV, eletto al soglio di Pietro appena l'anno prima, il Regno di Francia, da cui Martino proveniva, e Carlo d'Angiò, fratello del re di Francia Luigi IX condusse alla cosiddetta "soluzione dinastica" della rivolta, per cui il parlamento siciliano caldeggiò l'ingresso nell'agone politico di un nuovo soggetto: si trattava di Pietro III di Aragona, la cui legittimità dinastica, proveniva dalla discendenza dagli Hohenstaufen di sua moglie Costanza, ultima figlia di Manfredi, morto nella Battaglia di Benevento combattuta nel 1266 proprio contro Carlo d'Angiò.
La Communitas Siciliae coinvolse un nucleo di città della Sicilia, che si raccolsero in Parlamento generale nella città di Messina, città che era stata favorevole a Carlo d'Angiò durante la rivolta del 1268. Giurarono solenne fedeltà e sottomissione alla Chiesa cattolica, affermarono il rifiuto di nuove sottomissioni a un re straniero, dichiarandosi al contempo una confederazione di liberi comuni, alla maniera delle realtà civiche fiorite nell'Italia medievale centro-settentrionale. L'adesione di Messina portò a due amministrazioni dististinte, seppur federate: la strogotia di Messina, con Alaimo da Lentini, nella parte orientale dell'isola, e Palermo, dove predomina la tesi legittimista, per il richiamo dell'ultima erede degli Svevi, Costanza, moglie di Pietro d'Aragona.

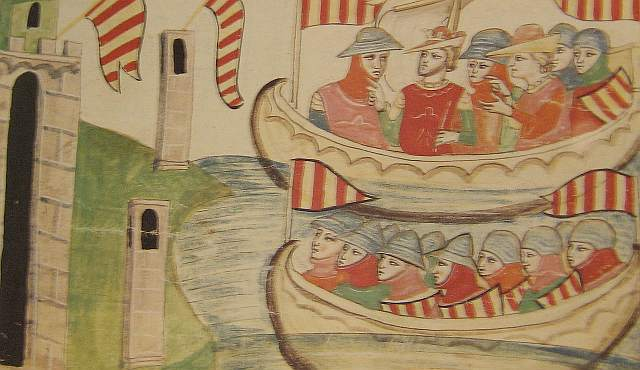
Pietro III (riconoscibile dalla corona) dirige lo sbarco a Trapani della flotta aragonese il 30 agosto 1282. Miniatura dalla Nova Cronica di Giovanni Villani (da un manoscritto alla Biblioteca apostolica vaticana)

L'ostilità invece della Chiesa si concretizzò nella discesa in armi di Carlo d'Angiò che, giunto in Sicilia, cinse in luglio d'assedio proprio Messina, strenuamente difesa da Alaimo da Lentini, considerato «il più autorevole esponente» delle aspirazioni particolaristiche coagulatesi nella Comunità di Sicilia, mentre le altre forze della Communitas non furono pronte al soccorso, fermandosi a Patti, solo a scopo difensivo.
Il precipitare degli eventi sul piano militare provocò il repentino accantonamento dell'estemporanea operazione politica. 
Dopo meno di quattro mesi, di fronte alla recrudescenza bellica, e al pericolo imminente di una riappropriazione francese dell'isola, anche gli stessi ispiratori di parte guelfa della Communitas furono spinti a mettere da parte gli aneliti alla libertà comunale, per combattere insieme al blocco popolare-baronale legittimista, una corrente che si riallacciava alla tradizione sveva e, attraverso Costanza di Hohenstaufen, alla corona d'Aragona».
Si rese necessario ricercare appoggio altrove, in un soggetto politico monarchico disposto a proporsi in chiave anti-angioina: Pietro III, re d'Aragona e conte di Barcellona, e la moglie Costanza di Hohenstaufen, figlia di Manfredi e ultima discendente di Federico II di Svevia avevano detto sì alla delegazione del parlamento siciliano giunta in Aragona.
Agli ordini dell''almirante Ruggero di Lauria, La flotta di Pietro d'Aragona sbarcò a Trapani il 30 agosto 1282. Carlo fu sconfitto il 26 settembre 1282 e, fece ritorno a Napoli, lasciando la Sicilia nelle mani di Pietro III. Pietro, nel maggio del 1283, lasciata la moglie Costanza II di Sicilia come reggente, tornò in Aragona, fino alla morte nel 1285.
Con la discesa di Pietro d'Aragona si compiva la metamorfosi del Vespro da rivoluzione a guerra, dando l'avvio alle guerre del Vespro, con il primo accordo ufficiale, la pace di Caltabellotta, firmato solo il 31 agosto 1302.
La stagione della Communitas Siciliae si esaurì in fretta, con il ritorno del regime feudale, mentre rapida si consumava anche quella del Vespro, la cui parabola politica travolse anche gli ispiratori siciliani della rivolta del Vespro: Alaimo da Lentini, infatti, avrebbe subito un destino di prigionia conclusosi con la mazzeratura presso l'Isola di Marettimo, mentre una fine infausta avrebbe falciato Gualtieri di Caltagirone, giustiziato nel 1283 proprio per mano del Gran Giustiziere Alaimo; il terzo Palmiero Abate, sarebbe caduto in disgrazia e guardato con sospetto, messo in disparte per presunta intelligenza col nemico; infine il capopopolo delle prime ore della Rivolta del Vespro, Ruggero Mastrangelo, al fine di salvarsi la vita, spense il suo entusiasmo repubblicano eclissandosi definitivamente .
La precisa coscienza di quella imprevista metamorfosi può cogliersi nelle amare parole con cui l'avventuriera Macalda di Scaletta (moglie del capitano Alaimo da Lentini), reclusa nel carcere Matagrifone di Messina, stigmatizzava dalla prigionia la piega inattesa assunta dagli eventi, rivolgendosi a Ruggero di Lauria, ammiraglio italiano al servizio degli aragonesi, venuto a farle visita in carcere per rivendicare il feudo di Ficarra che egli rivendicava. Apostrofando fieramente l'ammiraglio, Macalda esprimeva così la propria amarezza:
(Allocuzione di Macalda di Scaletta a Ruggero di Lauria, riportata da Bartolommeo di Neocastro in Historia Sicula, cap. XCI)
Altro preciso segno di metamorfosi è possibile cogliere nel discorso di Ruggero Mastrangelo dinnanzi al Parlamento siciliano raccolto dal cronista catalano Bernat Desclot che assisteva ai lavori assembleari:
(Allocuzione di Ruggero Mastrangelo riportata da Bernat Desclot citato da Francesco Renda in Storia della Sicilia - 1 dalle origini alla Rivoluzione del Vespro. Sellerio editore. Palermo.Pag441-442.)